# PGC 4167
LEDA/PGC 4167, auch MGC -3-4-14, ist eine aktive Linsenförmige Galaxie vom Hubble-Typ S0 mit ausgedehnten Sternentstehungsgebieten im Sternbild Cetus südlich des Himmelsäquators. Sie gehört einer Klasse von Galaxien, die als leuchtende Infrarot-Galaxien bezeichnet werden. Die Galaxie ist schätzungsweise 472 Millionen Lichtjahre von der Milchstraße und hat einen Durchmesser von etwa 120.000 Lichtjahren.
Im selben Himmelsareal befinden sich u. a. die Galaxien PGC 4216, PGC 4262, PGC 891548, PGC 888259.